# Ga đại học Kyungsung – đại học quốc gia Pukyong
Ga đại học Kyungsung – đại học quốc gia Pukyong (tiếng Hàn: 경성대·부경대역; Hanja: 慶星大·釜慶大) là ga của Tàu điện ngầm Busan tuyến 2 ở Daeyeon-dong, quận Nam, Busan, Hàn Quốc.

## Liên kết
- (tiếng Hàn) Thông tin ga từ Tổng công ty vận chuyển Busan